# Okres Törökszentmiklós
Okres Törökszentmiklós (maďarsky Törökszentmiklósi járás) je jedním z devíti okresů maďarské župy Jász-Nagykun-Szolnok. Jeho centrem je město Törökszentmiklós.

## Sídla
V okrese se nachází celkem 7 měst a obcí.
Města
- Fegyvernek
- Törökszentmiklós

Obce
- Kengyel
- Kuncsorba
- Örményes
- Tiszapüspöki
- Tiszatenyő